# 黃土魟
黃土魟（学名：Dasyatis bennettii），又稱黄魟，俗名白肉鯆、黃魟、笨氏土魟，是軟骨魚綱燕魟目魟科半魟屬的一種鱼类。

## 分布
本魚分布于印度洋西太平洋區，以及南海等海域，包括中國、台灣、日本、越南、新喀里多尼亞、萬那杜、伊朗、印度、斯里蘭卡等海域。该物种的模式产地在Chusan、Trinidad。

## 深度
水深5至100公尺。

## 特徵
本魚體盤菱形，尾部腹面具皮摺，背面則無皮摺或稜脊。乳突5枚，尾部長約為體盤前後徑3倍。吻尖突，成魚由兩眼間後部至尾背強棘間有一縱列小棘。體褐色，體長可達50公分。

## 生態
本魚為暖海底棲魚類，有時在夏季北移，入冬又回到暖海，活動力差，常蟄伏於沙泥底，伺機捕食小型魚類、甲殼類、無脊椎動物等為食。尾部具毒棘，易傷人。

## 經濟利用
食用魚，腥味濃，肉質粗。
其陆封种群在2021年版国家重点保护野生动物名录内列为中国二级保护野生动物。